# Quartetto Borciani
Il Quartetto Borciani è stato un quartetto d'archi attivo a partire dal 1984.
Hanno scritto per il Quartetto Borciani tra gli altri: Franco Donatoni, Lorenzo Ferrero, Luca Francesconi, Alessandro Solbiati, Giovanni Sollima, Fabio Vacchi, Azio Corghi, Paolo Arcà, Carlo Boccadoro, Mario Borciani, Pierluigi Castellano, Luigi Ceccarelli, Giorgio Colombo Taccani, Filippo Del Corno, Simone Fontanelli, Carlo Galante, Ruggero Laganà, Germano Mazzocchetti, Luca Mosca, Franco Piersanti, Tiziano Popoli, Michele Tadini e Vincenzo Zitello.
Lo scioglimento del complesso è avvenuto nel 2005, lasciando incompiuti numerosi progetti.

## Componenti
- Fulvio Luciani, violino
- Elena Ponzoni, violino
- Roberto Tarenzi, viola
- Claudia Ravetto, violoncello

## Discografia
- Strings Quartets Op.32 And 39 Luigi Boccherini, Naxos Records Settembre 2001
- Razmatazz Felmay Dicembre 1997